# Double Tap (Taktik)
Als Double Tap (englisch für Doppelschlag) wird eine militärische Taktik bezeichnet, bei der ein Ziel zweimal nacheinander angegriffen wird. Der erste Angriff gilt der Zerstörung des Primärziels, zum Beispiel eines Gebäudes, einer Zielperson oder einer bestimmten Personengruppe. Der zweite, zeitlich verzögerte Angriff gilt Ersthelfern, Rettungskräften, hinzugeeilten Angehörigen sowie etwaigen Überlebenden des ersten Angriffs. Nach Einschätzung der juristischen Fachzeitschrift Florida Law Review handelt es sich bei Double Taps „wahrscheinlich“ um Kriegsverbrechen, da sie grob gegen die Genfer Konventionen verstoßen, die es verbieten, Zivilisten, Verwundete oder solche, die nicht mehr weiter kämpfen können, anzugreifen.
Eingesetzt wurde die Taktik:
- im Syrischen Bürgerkrieg, beim russischen Militäreinsatz sowie durch syrische Luftstreitkräfte[2][3]
  - durch Double Taps der russischen und syrischen Luftstreitkräfte wurden etwa 930 Weißhelme bis Mitte 2018 getötet oder verletzt[4]
- im Krieg im Jemen, durch Streitkräfte Saudi-Arabiens[5][6][7]
- In Pakistan am 6. Juni 2012[8] in Wasiristan und im Jemen, durch Streitkräfte der Vereinigten Staaten[9][10][11][12]
- in Myanmar, durch Streitkräfte von Myanmar nach dem Militärputsch in Myanmar[13][14]
- in Gaza in 2014, durch Israel[14]
- im Irak, durch den Islamischen Staat, durch Verwendung von IEDs[15]
- im Russisch-Ukrainischen Krieg, durch russische Luftstreitkräfte[16][17][18]
  - Oleksandr Korunschyj, der Sprecher des Staatlichen Dienstes für Notfallsituationen der Ukraine warf Russland im August 2023 vor, durch Doppelbeschüsse seit Beginn des russischen Überfalls auf die Ukraine im Februar 2022 insgesamt 78 Rettungskräfte getötet und weitere 280 Menschen verwundet zu haben.[19][20] Die UNO-Beauftragte für politische Angelegenheiten Rosemary DiCarlo sprach im August 2023 von „dutzenden“ getöteten Zivilisten durch russische Double Taps, einschließlich Ersthelfern.[21] Bis April 2024 wurden nach Angaben des nationalen Notdienstes der Ukraine durch russische Double Tap 91 Rettungskräfte getötet und 348 Ersthelfer verletzt.[22]